# Kyrilla Spiecker
Kyrilla Spiecker OSB (* 8. August 1916 als Adelheid Spiecker in Berlin; † 25. Juli 2008 in Herstelle) war eine deutsche Ärztin, Benediktinerin, Künstlerin und Autorin.

## Leben
Adelheid Spiecker, älteste Tochter des Zentrumspolitikers und Journalisten Carl Spiecker, verbrachte in der Zeit des Nationalsozialismus mehrere Monate in Einzelhaft. Sie studierte Medizin in Berlin und wurde 1941 mit der Arbeit über Fehlerquellen bei der Asepsis von Injektionen zum Dr. med. promoviert. Im Zweiten Weltkrieg betreute sie Zwangsarbeiter und verwundete Soldaten.
1946 trat sie der Ordensgemeinschaft der Benediktinerinnen in der Abtei zum Heiligen Kreuz in Herstelle, einem Stadtteil von Beverungen, bei, einem Kloster das 1899 von Benediktinerinnen vom Heiligsten Sakrament gegründet wurde und nahm den Ordensnamen Kyrilla an. Am 25. Juli 1947 legte sie ihre Profess ab. Von 1960 bis 1965 besuchte sie die Kölner Werkschulen.
Kyrilla Spiecker wurde vor allem als Autorin und Künstlerin von Gemälden, Holzschnitten sowie liturgischen Gewändern und Kirchenfenstern bekannt. Sie schrieb mehrere Bücher, darunter die Autobiographie „Zerreißproben: Nazihaft – Ärztin im Kriegseinsatz – Klosteralltag“. Sie engagierte sich auch bei Exerzitien und Besinnungstagen.
Sie starb am 25. Juli 2008, dem 61. Jahrestag ihrer Profess, auf der Krankenstation des Klosters Herstelle.

## Schriften (Auswahl)
- Auf Hoffnung hin. Bildmeditationen, Katholisches Bibelwerk 1976, ISBN 3460313110
- Brotkrumen. Einsichten – Weghilfen, Echter Verlag Würzburg 1983, ISBN 342900814X
- Salzkörner. Einsichten. Weghilfen, Echter Verlag Würzburg 1983 (4. Auflage), ISBN 3429006724
- Stimmgabel. Einsichten. Weghilfen, Echter Verlag Würzburg 1984 (4. Auflage), ISBN 3429008611
- Worte ins Leben. Schicksalsworte, Wortschicksale, Walter Verlag 1984, ISBN 3530833924
- Du bist bei mir, Echter Verlag 1987 (2. Auflage), ISBN 3429010896
- Mit Gott im Wort. Beter der Bibel., Herder Freiburg 1988, ISBN 3451085550
- Mein Trost bist Du, Echter Verlag Würzburg 1990 (2. Auflage), ISBN 3429011507
- Zerreißproben: Nazihaft – Ärztin im Kriegseinsatz – Klosteralltag, Topos Plus 1996 (4. Auflage), ISBN 378671911X
- Meditationen zu Bildern von Giovanni Segantini 1858-1899 , Calanda, Chur 1999, ISBN 	3-905260-15-8